# Штајнбах ам Донерсберг
Штајнбах ам Донерсберг (њем. Steinbach am Donnersberg) општина је у њемачкој савезној држави Рајна-Палатинат. Једно је од 81 општинског средишта округа Донерсберг. Према процјени из 2010. у општини је живјело 792 становника. Посједује регионалну шифру (AGS) 7333075.

## Географски и демографски подаци
Штајнбах ам Донерсберг се налази у савезној држави Рајна-Палатинат у округу Донерсберг. Општина се налази на надморској висини од 274 метра. Површина општине износи 4,4 km². У самом мјесту је, према процјени из 2010. године, живјело 792 становника. Просјечна густина становништва износи 179 становника/km².